# Gwynfor Evans
Gwynfor Richard Evans (1 de septiembre de 1912 – 21 de abril de 2005) fue un político, abogado y escritor británico. Fue presidente del partido político galés Plaid Cymru durante treinta y seis años y fue el primer parlamentario en representarlo en Westminster, algo que hizo en dos ocasiones, de 1966 a 1970, y de nuevo entre 1974 y 1979.

## Primeros años
Gwynfor Evans nació en Barry, cerca de Cardiff, hijo de Dan Evans y Catherine Richard. Tuvo un hermano, Alcwyn, y una hermana, Ceridwen. Su padre era propietario de una cadena de negocios en Barry y su madre regentaba una tienda de venta de porcelana. Su madre hablaba galés con bastante fluidez. Evans cursó sus estudios primarios en Gladstone Road School y luego en Barry County School, donde fue capitán de los equipos de hockey y de críquet. En la escuela comenzó a estudiar galés, pero no pudo hablarlo con fluidez hasta los diecisiete años. 
Se matriculó en la Universidad de Aberystwyth y más tarde en el Saint John's College de Oxford, de donde egresó como abogado. Mientras estudiaba en el Saint John's College, se unió a la sociedad de Dafydd ap Gwilym. También trabajó en un huerto. Era apenas un adolescente cuando se fundó el partido nacionalista galés Plaid Cymru en 1925, y fundó una rama del partido mientras estudiaba en Oxford.  Asumió la presidencia de dicha formación en 1945 y se mantuvo en el cargo hasta 1981.
Evans se definía como pacifista. Afín a esta filosofía, militó de forma activa en el Heddychwyr Cymru, una organización galesa estrechamente vinculada a la Peace Pledge Union (Unión por la Paz) británica, ejerciendo como secretario y editor de una serie de panfletos en el transcurso de la Segunda Guerra Mundial. Pese a sus firmes creencias cristianas, Evans defendía la objeción de conciencia. Tuvo que declarar ante un tribunal que, tras reconocer la firmeza de sus creencias, lo registró de forma incondicional.
A Evans se le reconoce por haber mantenido a Plaid Cymru en sus horas bajas entre las décadas de 1940 y 1950. En los años 1950 se postuló sin éxito para la Asamblea Nacional de Gales y no pudo evitar la instalación de una represa en el río Tryweryn, con la consecuente inundación de la comunidad de habla galesa de Capel Celyn a fin de poder abastecer a la ciudad de Liverpool con agua, un caso que sembró la discordia en el Gales de comienzos de los años 1960.
En 1962, Wales West and North Television, un grupo del que Evans era uno de sus principales accionistas, ganó la franquicia de ITV para el oeste y el norte de Gales. Pese a ello, la empresa fracasó por falta de capital y se fusionó con Television Wales and the West, con el oeste y el norte de Gales fusionados con el resto de Gales y el oeste de Inglaterra
como una subregión aparte.

## Carrera política

### Gobierno local y primeras elecciones parlamentarias

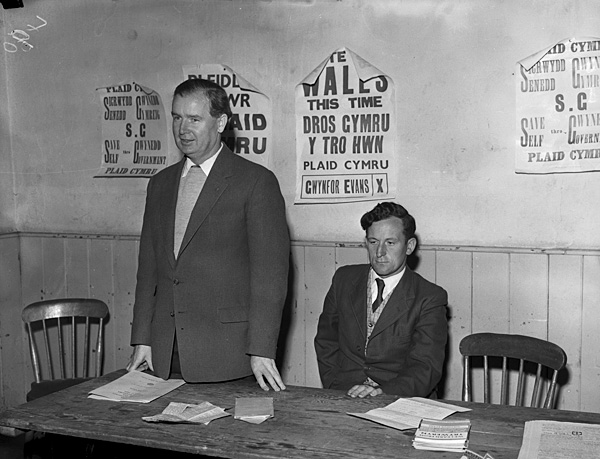
Evans dando un discurso en Merioneth, durante las elecciones generales de 1959

Evans fue elegido representante por el concejo condal de Carmarthenshire en 1949 y se mantuvo en el cargo por 25 años, a veces incluso como el único concejal de Plaid Cymru. Allí se ganó el apodo de "Evans autopista de carriles separados" por su insistencia en mejorar las carreteras. En las elecciones de 1973, tras el cierre del concejo condal de Carmarthenshire, no consiguió la reelección para el concejo condal de Dyfed. Se presentó a las elecciones generales por el condado de Merioneth en 1945, 1950, 1955 y 1959. 

### Carrera parlamentaria
En la Cámara de los Comunes, Evans se mantuvo fiel a sus principios pacifistas al ser uno de los pocos parlamentarios en oponerse al apoyo del gobierno británico al gobierno federal de Nigeria, al que había facilitado armas para hacer frente a la guerra  civil de Biafra (1967–1970). También se opuso a la Guerra de Vietnam: tras habérsele denegado la entrada al país como parte un grupo de investigación, tuvo que protestar fuera de la base aérea estadounidense en Tailandia.
Evans fue el primer y el último presidente de la Liga Celta entre 1961 y 1971. Robert McIntyre, del PNE, fue su vicepresidente.

## Últimos años

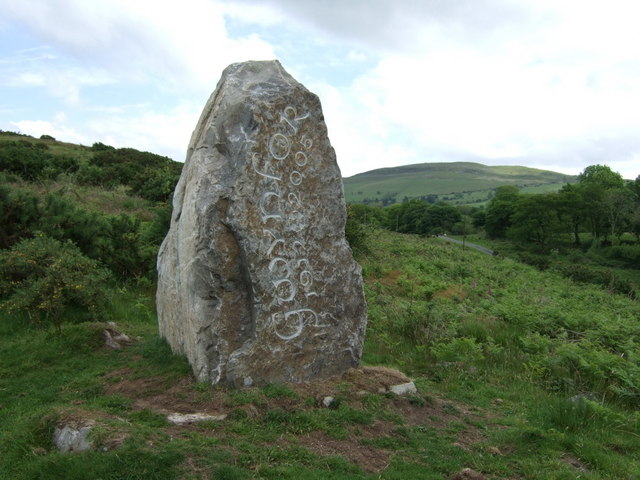
Monumento conmemorativo de Gwynfor Evans en el castro de Garn Goch, cerca de Llandeilo

En 1980 amenazó con comenzar una huelga de hambre luego de que el gobierno conservador incumpliera su promesa electoral de un canal de televisión en galés. Su protesta fue clave para que el gobierno de Margaret Thatcher diera un paso atrás, y S4C comenzó a emitir su programación el 1 de noviembre de 1982.
Evans se convirtió en un prolífico escritor tras retirarse de la vida política. Escribió principalmente sobre temas galeses y lo hizo en galés, con traducciones simultáneas o posteriores al inglés. Su obra Aros Mae (Resiste) (publicada en 1971), una extensa historia de Gales, y la versión en inglés de Land of my Fathers: 2000 Years of Welsh History (publicada en 1974), fueron éxitos de venta.

## Vida personal
En 1941 Evans contrajo matrimonio con Rhiannon Prys Thomas, quien le sobrevivió por nueve meses, falleciendo el 13 de enero de 2006. Tuvieron siete hijos. Su hija, Meinir, se convirtió en una destacada activista por el idioma galés, y se casó con Ffred Ffransis.

## Muerte
Evans falleció en su casa de Pencarreg el 21 de abril de 2005, a los 92 años.